# Radicaal-Liberale Partij (Luxemburg)
De Radicaal-Liberale Partij (Duits: Radikaliberale Partei, Frans: Parti Radical Libéral), was een partij in het Groothertogdom Luxemburg.
In december 1924 viel de Ligue Libérale (LL) uiteen. De linkervleugel vormde de Radicaal-Socialistische Partij (PRS). Door het uiteenvallen van de LL verzwakte het liberale kamp aanzienlijk in Luxemburg. In 1928 scheidde de linkervleugel van de PRS zich af en vormde de Radicale Partij (PR). Beide partijen bleven echter samenwerken onder de naam Onafhankelijk Links (GI).
In 1932 fuseerden de PR en de PRS en vormden de Radicaal-Liberale Partij (PRL). Later sloten zich hier ook andere liberale groepen bij aan en omstreeks 1937 was de liberale eenheid zo goed als hersteld.
Van 11 april 1932 tot 5 november 1937 maakte de PRL deel uit van het IIde en IIIde kabinet-Bech.
Op 2 juni 1945 hergroepeerden de liberalen zich tot de Groupement Patriotique et Démocratique. Hieruit kwam in april 1954 de Demokratesch Partei (DP) uit voort.

## Verkiezingsresultaten1934-1937
| 1934 | 3 | 54 |
| 1937 | 5 | 55 |

## Regeringsdeelname PRL
| Joseph Bech | 16 juli 1926 - 5 november 1937 | 1 2 3 | 16 juli 1926 - 11 april 1932 11 april 1932 - 27 december 1936 27 december 1936 - 5 november 1937 | PD, GL PD, PRL |